# Distrikt Huancapi
Der Distrikt Huancapi liegt in der Provinz Víctor Fajardo in der Region Ayacucho in Südzentral-Peru. Der Distrikt wurde am 16. August 1920 gegründet. Er besitzt eine Fläche von 239 km². Beim Zensus 2017 wurden 1976 Einwohner gezählt. Im Jahr 1993 lag die Einwohnerzahl bei 2942, im Jahr 2007 bei 2400. Sitz der Distrikt- und Provinzverwaltung ist die 3081 m hoch gelegene Ortschaft Huancapi mit 1820 Einwohnern (Stand 2017). Huancapi liegt 68 km südsüdöstlich der Regionshauptstadt Ayacucho. Etwa 5 km südöstlich von Huancapi befindet sich der archäologische Fundplatz Ñawpallaqta.

## Geographische Lage
Der Distrikt Huancapi liegt im Andenhochland zentral in der Provinz Víctor Fajardo. Der Distrikt liegt im Einzugsgebiet des Río Pampas, der im äußersten Norden entlang der Grenze nach Osten strömt. Der Río Huancapi durchquert den Osten des Distrikts in nördlicher Richtung. Der Westen wird über den Río Huyllcamayo, der Südwesten über den Río Chumi entwässert.
Der Distrikt Huancapi grenzt im Südwesten an den Distrikt Sacsamarca (Provinz Huanca Sancos), im Westen an den Distrikt Huancaraylla, im äußersten Nordwesten an den Distrikt Alcamenca, im äußersten Norden an den Distrikt Cangallo (Provinz Cangallo), im Nordosten an die Distrikte Colca und Cayara sowie im Südosten an die Distrikte Hualla und Canaria.